# Mark Gross (Mathematiker)

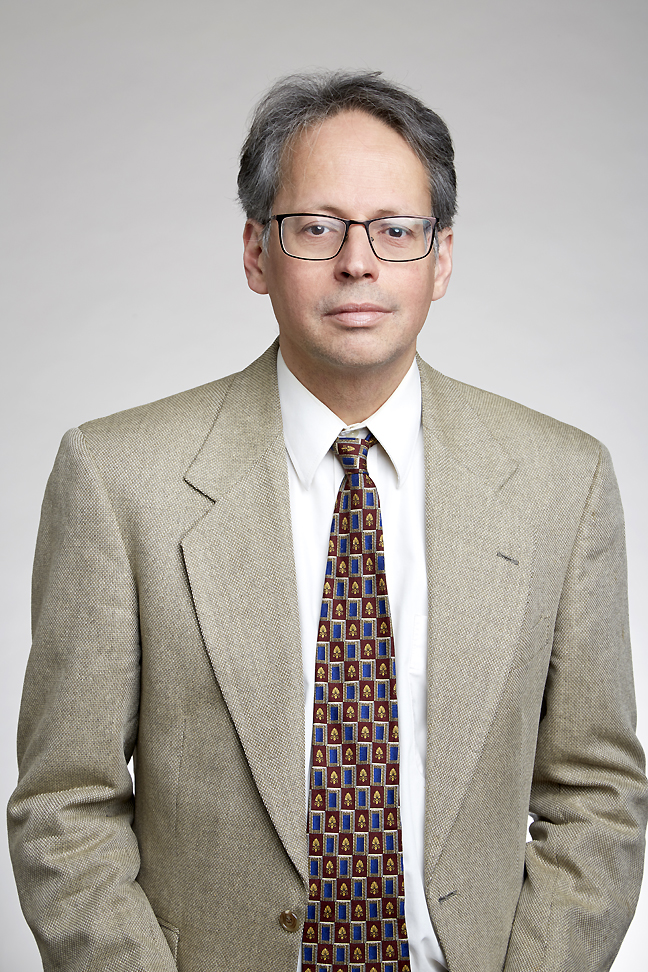
Mark Gross, 2017

Mark Gross (* 30. November 1965) ist ein US-amerikanischer Mathematiker.

## Leben
Gross studierte ab 1982 an der Cornell University mit dem Bachelor-Abschluss summa cum laude 1984 und wurde 1990 an der University of California, Berkeley, bei Robin Hartshorne promoviert (Surfaces in the Four-Dimensional Grassmannian). Als Post-Doktorand war er Assistant Professor an der University of Michigan (1990 bis 1993) und 1992/93 am MSRI. Ab 1993 war er Assistant Professor (mit tenure) an der Cornell University und ab 1997 Associate Professor. Gleichzeitig war er ab 1998 Lecturer und ab 2001 Reader an der University of Warwick, an der er 2002/03 Professor war. 2001 bis 2013 war er Professor an der University of California, San Diego, und ab 2013 Professor an der Universität Cambridge. Er ist seit 2016 Fellow des King’s College.
Er befasst sich mit algebraischer Geometrie und deren Anwendungen in der Stringtheorie (Mirror-Symmetrie, Calabi-Yau-Varietäten, Dualitäten). Mit Siebert verfolgt er ein Programm der Erklärung von Mirror-Symmetrie aus dem Studium entarteter Calabi-Yau-Mannigfaltigkeiten im Rahmen der algebraischen Geometrie. Dies hatte seinen Ursprung in einer Vermutung von Andrew Strominger, Shing-Tung Yau und Eric Zaslow von 1996, die eine geometrische Begründung für die Existenz von Mirror-Symmetrien zwischen Calabi-Yau-Mannigfaltigkeiten lieferte. Das von Gross und Siebert verfolgte Programm schuf auch Verbindungen unter anderem zur Tropischen Geometrie, logarithmischen Geometrie und der Theorie von Gromov-Witten-Invarianten und fand über die Mirror-Symmetrie hinaus Anwendung.
Er war eingeladener Sprecher auf dem Internationalen Mathematikerkongress in Seoul 2014 (Local mirror symmetry in the tropics, mit Bernd Siebert). Für 2016 wurde ihm der Clay Research Award zugesprochen. 2017 wurde er in die Royal Society gewählt.

## Schriften
- Topological Mirror Symmetry, Inventiones Mathematicae, Band 144, 2001, S. 75–137, Arxiv
- mit D. Joyce, D. Huybrechts (Hrsg.), Calabi-Yau Manifolds and related Geometries (Nordfjordeid 2001), Springer
- mit B. Siebert: From real affine geometry to complex geometry, Annals of Mathematics, Band 174, 2011, S. 1301–1428, Arxiv
- mit Paul S. Aspinwall u. a.: Dirichlet branes and Mirror Symmetry, Clay Mathematics Monographs 4, 2009
- Tropical geometry and mirror symmetry, CBMS Regional conference series in Mathematics 114, AMS, 2011
- Mirror Symmetry for {\displaystyle P^{2}} and Tropical Geometry, Preprint 2009, Arxiv
- The Strominger-Yau-Zaslow conjecture: From torus fibrations to degenerations, AMS Symposium Algebraic Geometry, Seattle 2005, Preprint 2008, Arxiv
- Mirror Symmetry and the Strominger-Yau-Zaslow conjecture, Current Developments in Mathematics 2012, Arxiv